# Džek Dempsi
Vilijam Harison „Džek” Dempsi (24. jun 1895 – 31. maj 1983), s nadimcima „Kid Bleki” i „Manasa Moler”, bio je američki profesionalni bokser koji se takmičio od 1914 do 1927, i vladao je svetom kao šampion u teškoj kategoriji od 1919 do 1926. Kao kulturna ikona iz 1920-ih, Dempsijev agresivni stil borbe i izuzetna moć udaranja učinili su ga jednim od najpopularnijih boksera u istoriji. Mnoge njegove borbe postavile su finansijske i posetilačke rekorde, uključujući prvi meč vredan milion dolara. On je bio jedan od pionira prenosa uživo sportskih događaja uopšte, a naročito bokserskih mečeva.
Dempsi je rangiran na desetom mestu na listi magazina Ring među šampionima teške kategorije svih vremena i sedmi među prvih 100 najvećih udarača, dok ga je 1950. godine Asošijeted pres izglasio za najvećeg borca u poslednjih 50 godina. On je ćlan je Međunarodne bokserske dvorane slavnih, a bio je i u prethodnoj Bokserskoj dvorani slavnih.

## Rani životi i karijera
Rođen je kao Vilijam Harison Dempsi u Manasi u Koloradu. Odrastao je u siromašnoj porodici u Koloradu, Zapadnoj Virdžiniji i Juti. On je sin Marije Celije (rođene Smut) i Hajrama Dempsija. Njegova porodica je irskog i čeroki porekla. Nakon pokrštavanja njegovih roditelja u Crkvu Isusa Hrista svetaca poslednjeg dana, Dempsi je kršten u toj crkvi 1903. nakon svog 8. rođendana, „doba odgovornosti”, prema crkvenoj doktrini. Pošto je njegov otac imao poteškoća u pronalaženju posla, porodica je često putovala, a Dempsi je prekinuo osnovnu školu da bi radio i napustio je dom u svojoj 16. godini. Zbog nedostatka novca, često je putovao ispod vozova i spavao u hobo kampovima.
Očajan za novcem, Dempsi bi povremeno posećivao salone i izazvao borbe rekavši: „Ne mogu da pevam i ne mogu da plešem, ali mogu da oborim s nogu bilo kogeg nitkova u kući”. Ako bi neko prihvatio izazov, došlo bi do klađenja. Prema Dempsijevoj autobiografiji, on je retko gubio te barske tuče. Tokom kratkog vremena, Dempsi je bio honorarni telohranitelj Tomasa F. Kirnsa, predsednika Solt Lejk Tribunala i sina američkog senatora Jute Tomasa Kernsa.
Dempsi se često borio pod pseudonimom „Kid Bleki”, iako je za vreme svog boravka u oblasti Solt Lejk Sitija koristio nadimak „Jang Dempsi”. Veliki deo njegove rane karijere nije zabeležen, i tako je navedeno u „Knjizi rekorda ringa” koju je sačinio Nat Flajšer. On se prvi put takmičio kao „Džek Dempsi” (po sopstvenom sećanju) u jesen 1914. godine u Kriple Kriku u Koloradu. Njegov brat, Berni, koji se često borio pod tim pseudonimom, „Džek Dempsi” - što je bila uobičajena praksa u to vreme, odavanja počasti borcu srednje teške kategorije i bivšem prvaku, Džeku „Nonparajlu” Dempsiju, potpisao je da se bori protiv veterana Džordža Kopelina. Nakon što je saznao da se Kopelin sparirao sa tadašnjim svetskim prvakom u teškoj kategoriji Džekom Džonsonom, a s obzirom da je Berni Dempsi imao skoro 40 godina, strateški je odlučio da se povuče iz borbe. Džek je zamenio svog brata, mada je još uvek bio nepoznat u Istočnom Koloradu, kao „Džek Dempsi”. Navijači pokraj ringa odmah su znali da to nije čovek koga su platili da vide.
Promoter je bio veoma ljut i „nasrnuo je na nas, goloruk”, preteći da će zaustaviti borbu. Kopelin, koji je nadmašivao Dempsija za 20 lbs (165 do 145), nakon što je video Dempsija u ringu, upozorio je promotera, „mogao bih da ubijem tog mršavog momka”. Promotor je nevoljno dozvolio početak borbe, a u svom prvom pojavljivanju kao „Džek Dempsi”, budući šampion je srušio Kopelina šest puta u prvoj rundi i dva puta u drugoj. Nakon toga je vođena borba iscrpljivanja („Ni Berni, ni ja, nismo uzeli u obzir veliku nadmorsku visinu Kripl Krika.”), sve dok nakon poslednjeg nokdauna Kopelina u sedmoj rundi, sudija nije bio prisiljen da napravi tada neobičan potez i da zaustavi borbu nakon što se Kopelin povratio. Prema Dempsiju, „U tim danima oni nisu zaustavljali borbu dokle god se bokser mogao kretati.” Ovo borba je nosila nadoknadu u iznosu od 100 dolara. Promotor, ljut zgog zamene koju su braća izvršila, nije isplatio obećane opklade, „... čak i da mogu, ne bih vam dao ništa.”
Takve lekcije su bile teške, ali borba je nešto u čemu je Džak Dempsi bio veoma dobar. Nakon promene imena, Dempsi je pobedio u šest borbi zaredom nokautom, pre nego što je u četiri runde izgubio putem diskvalifikacije od Džeka Dounija. Tokom ovog ranog dela svoje karijere, Dempsi je vodio kampanju u Juti, često učestvujući u borbama u gradovima u regionu planine Vosač. Porazu protiv Daunija je sledila je pobeda nokautom i dva remija protiv Džonija Sadenberga u Nevadi. Usledile su još tri pobede i remi, nakon čega se ponovo sreo sa Daunijem, što je ovog puta rezultiralo nerešenim ishodom nakon četiri runde. Nakon tih pobeda, Dempsi je ostvario još deset pobeda koje su uključivale mečeve protiv Sadenberga i Daunija, nokautirajući Daunija u dve runde. Ove pobede praćene su sa tri meča bez odluke, mada je u to verme istorije boksa upotreba sudija za bodiranje borbe često bila zabranjena, tako da ako bi se borba otegla, ona se nazivala nerešenom ili bez odluke, zavisno od države ili okruga u kojem se borba vodila.

## Objavljeni radovi
- Dempsey, Jack, Lt.; Cosneck, Bernard J. (2002) [1942]. How to Fight Tough (Softcover). Boulder, Colo: Paladin Press. стр. 136. ISBN 978-1-58160-315-6.
- Dempsey, Jack; Menke, Frank G. (2002). How to Fight Tough (Print). Boulder, Colorado: Paladin Press. ISBN 9781581603156.
- Dempsey, Jack (2015). Jack Dempsey's Championship Fighting: Explosive punching and aggressive defense. Simon & Schuster. стр. 205. ISBN 978-1-5011-1148-8.
- Dempsey, Jack; Stearns, Myron Morris (1940). Round by Round (Hardcover). New York: Whittlesey House, McGraw-Hill. стр. 285.
- Dempsey, Jack; Considine, Bob; Slocum, Bill (1960). Dempsey By The Man Himself As Told To Bob Considine and Bill Slocum (Hardcover). New York: Simon & Schuster.
- Dempsey, Jack; Dempsey, Barbara Piattelli (1977). Dempsey:The Autobiography of Jack Dempsey. London: W.H. Allen, Harper & Row. стр. 320. ISBN 978-0-491-02301-6..  9780491023016.

## Napomene
1. ↑  According to a January 11, 1955 Sports Illustrated article

## Literatura
- McGuinness, James Kevin (14. 3. 1925). „A symbol in pugilism”. Profiles. The New Yorker. 1 (4): 15—16.
- Roberts, Randy (1987) [1979]. Jack Dempsey: The Manassa Mauler. Urbana, Illinois: University of Illinois Press. стр. 336. ISBN 9780252071485.
- Pacheco, Ferdie (2005). The 12 Greatest Rounds Of Boxing: The Untold Stories. London: Robson, Trafalgar Square. стр. 208. ISBN 9781861058058.

## Spoljašnje veze
- Comprehensive video highlights of Jack Dempsey and his contemporaries на веб-сајту
- Dana, Robert W. (1. 8. 1949). „Tips on Tables: Jack Dempsey's Is Notable For Special Dishes”. Tips on Tables.com. Приступљено 22. 6. 2012. Jack Dempsey's New York Restaurant
- Nichols, Jeffrey D. (mart 1995). „Jack Dempsey Loved Fighting, Mining, and Cowboying”. History Blazer. Utah State Historical Society, Utah.gov. Архивирано из оригинала 12. 08. 2012. г. Приступљено 22. 6. 2012.
- „Jack Dempsey cover”. TIME Magazine. 10. 9. 1923. Архивирано из оригинала 17. 08. 2013. г. Приступљено 20. 1. 2014.